# Prosper-Olivier Lissagaray

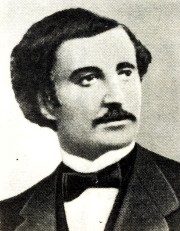
Prosper-Olivier Lissagaray

Hippolyte Prosper-Olivier Lissagaray (* 24. November 1838 in Toulouse; † 25. Januar 1901 in Paris) war ein französischer Baske, Journalist und Teilnehmer an der Pariser Kommune. Quellen zu seinem Leben sind spärlich.

## Leben
Prosper-Olivier Lissagaray, zerstritt sich mit seiner Familie und legte seinen Grafentitel ab. Er charakterisierte sich selber als zur Gruppe der bürgerlichen Demokraten, der Neo-Jakobiner, gehörig. Lissagaray kam 1860 als 22-Jähriger nach Paris. In Frankreich betätigte er sich als demokratisch-sozialistischer oppositioneller Journalist, zunächst in Toulouse und dann in Paris, und griff als solcher das Kaiserreich an. Er erhielt mehrere Freiheitsstrafen, noch im Sommer 1870 ein Jahr, er entzog sich aber der Verhaftung durch Flucht nach Brüssel. Während der ersten Kriegsniederlagen kehrt er nach Paris zurück. Eine Zeit lang war er Mitglied der Nationalgarde und Kommissar bei der Südwest-Armee. Nach der Arbeiterrevolution eilte er nach Paris, wo er sich der aufständischen Kommune schreibend und kämpfend zur Verfügung stellte. Zwischen dem 17. und 24. Mai veröffentlichte er den Tribune du Peuple („Volkstribun“), in dem er den Kampf bis zum Äußersten forderte. Bis zum 28. Mai stand er selbst auf den Barrikaden. Nach dem Sturz der Kommune floh er wie andere Kommunarden ins Exil nach London, wo er Karl Marx traf, dessen Haus für die Emigranten eine erste Zuflucht war, ihn dazu anhielt, die Geschichte der Kommune (Histoire de la Commune) niederzuschreiben.
Die 17-jährige Tochter von Marx, Eleanor Marx, verliebte sich im Mai 1872 in Lissagaray, den sie auf einem Bankett in Modena Villas kennengelernt hatte, und verlobte sich gegen den Widerstand ihrer Eltern mit ihm; die Verlobung wurde 1882 aufgelöst. Sie übersetzte seine Geschichte der Pariser Kommune ins Englische. Er lebte neun Jahre in London, schlug sich mit Zeitungsartikeln und Privatstunden durch. Nach der Amnestie 1880 kehrte er nach Paris zurück, kämpfte gegen die Kirche und Monarchisten und soll gegen Paul Lafargue, den Schwiegersohn von Marx, intrigiert haben.

## Schriften und Ausgaben (Auswahl)

Lissagaray, Geschichte der Kommune von 1871. Deutsche Ausgabe 1894

- Histoire de la Commune de 1871 par Lissagaray.  Henri Kistemaekers, Brüssel 1876.
  - Geschichte der Commune von 1871. Von Lissagaray. Autorisirte deutsche ausgabe nach dem vom Verfasser vervollständigten französischen Original. Ins Deutsche übertragen von Isolde Kurz. W. Bracke jr., Braunschweig 1877.
  - History of the Commune of 1871. Translated from the French of Lissagaray by Eleanor Marx Aveling. Reeves / Turner, London 1886 New York 1898 Digitalisat
  - Prosper Lissagaray: Geschichte der Kommune von 1871. Illustrierte Ausgabe. Mit einem Nachtrag: Die Vorgeschichte und die inneren Triebkräfte der Kommune von Stanislaus Mendelson. 2., vom Verfasser durchgesehene Auflage. J.H.W. Dietz, Stuttgart 1894. Dritte illustrierte Aufl., 1904 Digitalisat
  - Prosper Lissagaray: Geschichte der Kommune von 1871. Neu hrsg. v. Traute Feigl. Rütten & Loening, Berlin 1956.
  - P. O. Lissagaray: Geschichte der Kommune von 1871. Suhrkamp, Frankfurt a. M. 1971 (edition suhrkamp 577)
- Hippolyte Prosper Olivier Lissagaray: Der Pariser Kommune-Aufstand. Mit einem Vorwort von K. H. Wolf und einem Anhang: Briefe von Karl an Jenny Marx über die Kommune. Soziologische Verlagsanstalt/Malik, Berlin 1931.